# C. L. P. Fleck Söhne

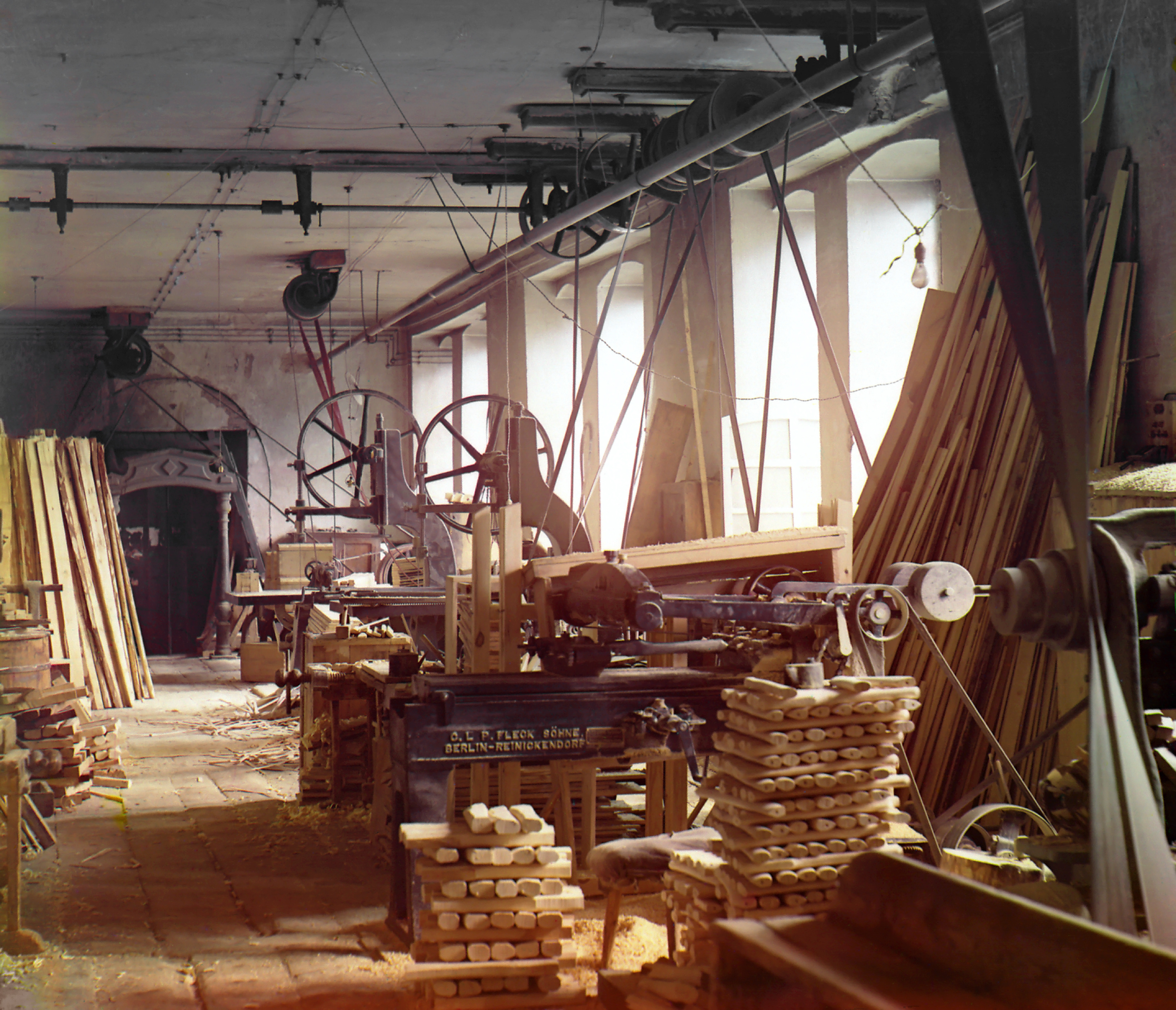
Eine Holzbearbeitungsmaschine von C. L. P. Fleck Söhne in Slatoustischen Waffenwerk, Slatoust, Russland

Koordinaten: 52° 34′ 38,2″ N, 13° 21′ 48,9″ OC. L. P. Fleck Söhne in Berlin-Reinickendorf war eine 1859 gegründete Maschinenfabrik, die ausschließlich auf die Herstellung von Säge- und Holzbearbeitungsmaschinen spezialisiert war.

## Produkte
Das Unternehmen produzierte um 1908 neben Tischlereimaschinen mit Patentkugellagerung in modernster Ausführung vor allem Säge- und Holzbearbeitungsmaschinen aller Art, Furniersägen, Messer- und Schälmaschinen für bis zu 10 mm starke garantiert bruchsichere Furniere. Als Alleinstellungsmerkmal produzierte das Unternehmen Patent-Trockenanlagen, hydraulische Furnierpressen und Sägegatter in solider Ausführung und von höchster Leistungsfähigkeit.

## Horizontalgatter

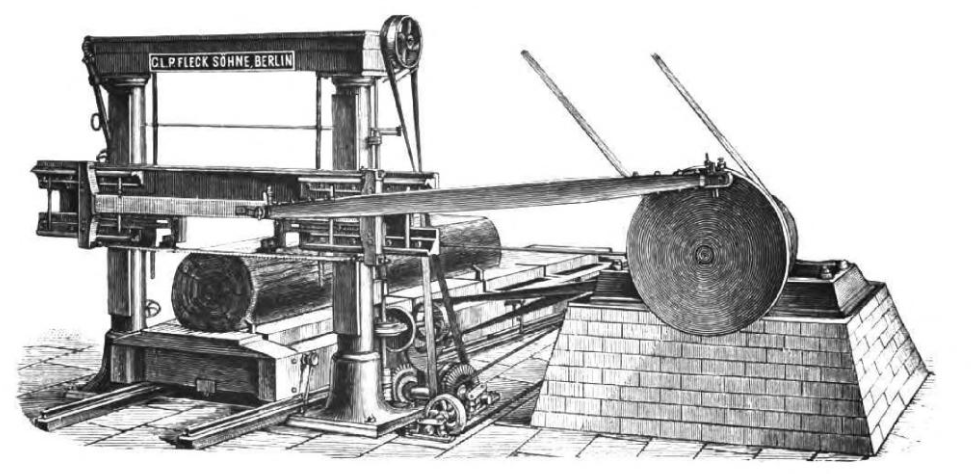
Horizontalgatter

Die Bauart des um 1901 hergestellten Horizontalgatters von C. L. P. Fleck Söhne in Berlin-Reinickendorf entsprach den Bedingungen für einen guten Betrieb:
- Die senkrechten Gatterständer standen auf einer gemeinsamen Grundplatte, um eine genaue Aufstellung zu ermöglichen.
- Die an diesen Gatterständern auf- und abwärts verstellbare horizontale Platte mit den Führungen des Sägerahmens (Sägensupport) war stark gebaut und ließ keine Vibrationen während des Betriebs zu.
- Das Sägeblatt hatte einen großen Hub, um die Späne nach beiden Seiten gut aus dem Schnitt auswerfen zu können.
- Der Sägerahmen war aus Holz, leicht und dabei doch stabil gebaut, um eine große Sägengeschwindigkeit zu ermöglichen.
- Als beste Führung für den Sägerahmen galt damals eine, an der angeschraubte Pockholzbacken in gusseisernen, an der horizontalen Platte (Sägensupport) befestigten prismatischen Führungsschienen glitten.

Zur Steigerung der Gatterleistung erschien das Einspannen von zwei Sägeblättern in die mehrfach patentierten Doppel-Sägeangeln als nicht empfehlenswert, da die erforderliche stärkere Spannung der beiden Sägen auch einen stärkeren, mithin schwereren Sägerahmen erfordert, der nicht so schnell bewegt werden darf wie ein leichter Rahmen mit nur einer Säge. Bei der geringeren Schnittgeschwindigkeit wurde die Schnittfläche aber etwas uneben.
Die Steigerung der Leistung wäre durch das Einspannen eines zweiten Sägeblatts infolge der verminderten Zahl der Schnitte nur gering gewesen. Überhaupt war die Verwendung zweier Sägeblätter nur beim Schneiden schmaler Bretter bis 30 cm Breite möglich, zum Schneiden von dicken aber nicht, da dabei die Einstellung der Blattführungen über den Sägen für das untere der beiden Blätter höchst unvollkommen war.

## Technische Neuerungen

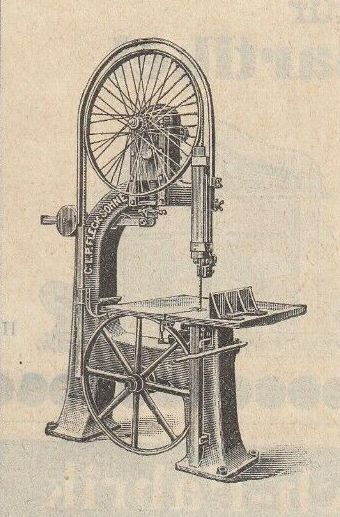
Bandsäge, 1908

Das Unternehmen führte um 1908 eine wertvolle Neuerung durch die Anordnung von Kugellagern an den Arbeitsspindeln, Antriebswellen und Losscheiben der Holzbearbeitungsmaschinen ein. Nach langjährigen Versuchen und Erfahrungen führte sie die Kugellager bei fast sämtlichen von ihr gebauten Maschinen ein und erreichte damit unter anderem folgende Vorteile: 
- Der Kraftverbrauch bei Maschinen mit Kugellagern ist erheblich geringer als bei solchen mit Ringschmierlagern. Nach Versuchen wurde bei Abrichthobelmaschinen von 600 mm Hobelbreite durch die Kugellager etwa 0,45 PS und bei großen vierseitigen Hobel- und Kehlmaschinen 3 bis 5 PS gespart.
- Die Kugellager brauchten nur alle sechs Wochen geschmiert zu werden. Der Ölverbrauch betrug daher weniger als einen Liter jährlich.[4]

## Furniersägen

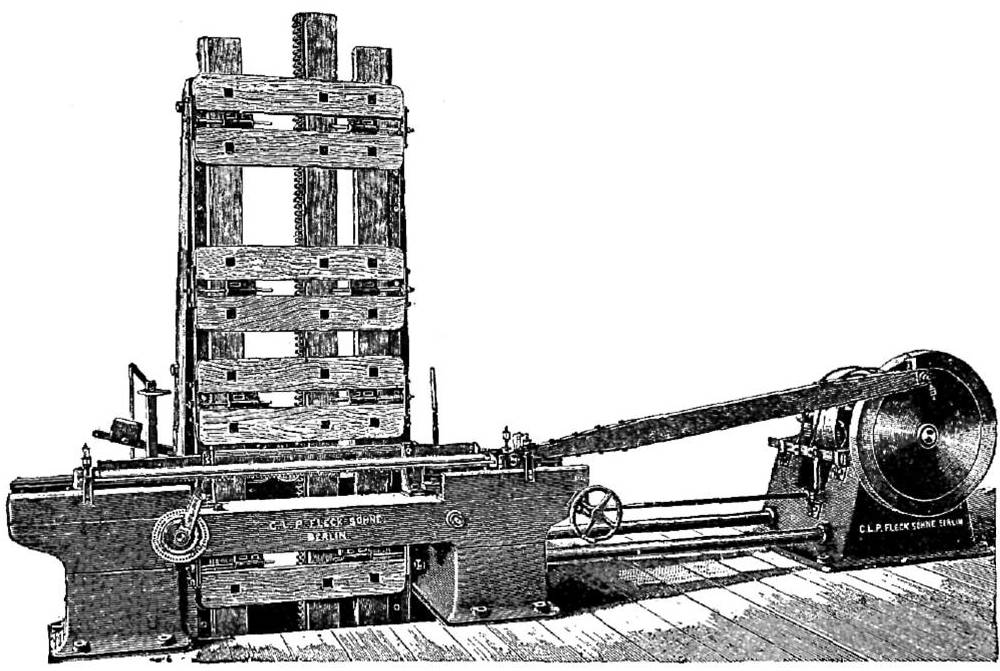
Furniersäge von Fleck Söhne

Die von Fleck Söhne, Berlin-Reinickendorf hergestellten Furniersägen dienten sowohl zum Sägen edler Hölzer zu Furnieren wie auch zum Zerlegen von Bohlen in dünne Bretter bei geringstem Schnittverlust. Ihr leichter, ganz aus Stahl und Eisen gebaute, leicht auswechselbare Sägerahmen lief in Führungen mit selbsttätigen Schmiervorrichtungen. 
Wegen der geringen Stärke der Säge war ein Führungsmesser vorgesehen, das beim Furniersägen zur Anwendung kam, während bei stärkeren Abmessungen sogenannte Gittermesser zur Führung der Säge dienten. Das zu sägende Holz wurde entweder auf dem in senkrechter Richtung gehenden Schlitten mit Spannklauen unmittelbar festgehalten oder besser erst auf besondere Rahmen geleimt. Die genaue Einstellung der Furnierstärke wurde durch eine Teilscheibe bewirkt. Der Vorschub war veränderlich und konnte auch sofort abgestellt werden. 
Beim Herunterlassen des Schlittens trat nach Auslösung des Vorschubrades eine Differentialbremse in Tätigkeit, durch die man den Schlitten in jeder Höhenlage leicht festhalten kann. Das Ausbalancieren des Schlittens samt dem aufgespannten Holz geschah durch Gegengewichte, die bei den kleineren Maschinen in einem Kasten untergebracht waren, und bei den größeren unmittelbar aufeinander geschichtet wurden und durch über Rollen laufende Ketten mit dem Schlitten verbunden waren. 
Der aus einem Hohlgusskörper bestehende Kurbelbock war durch Anker mit dem Untergestell der Maschine verbunden.

## Fabrikgebäude

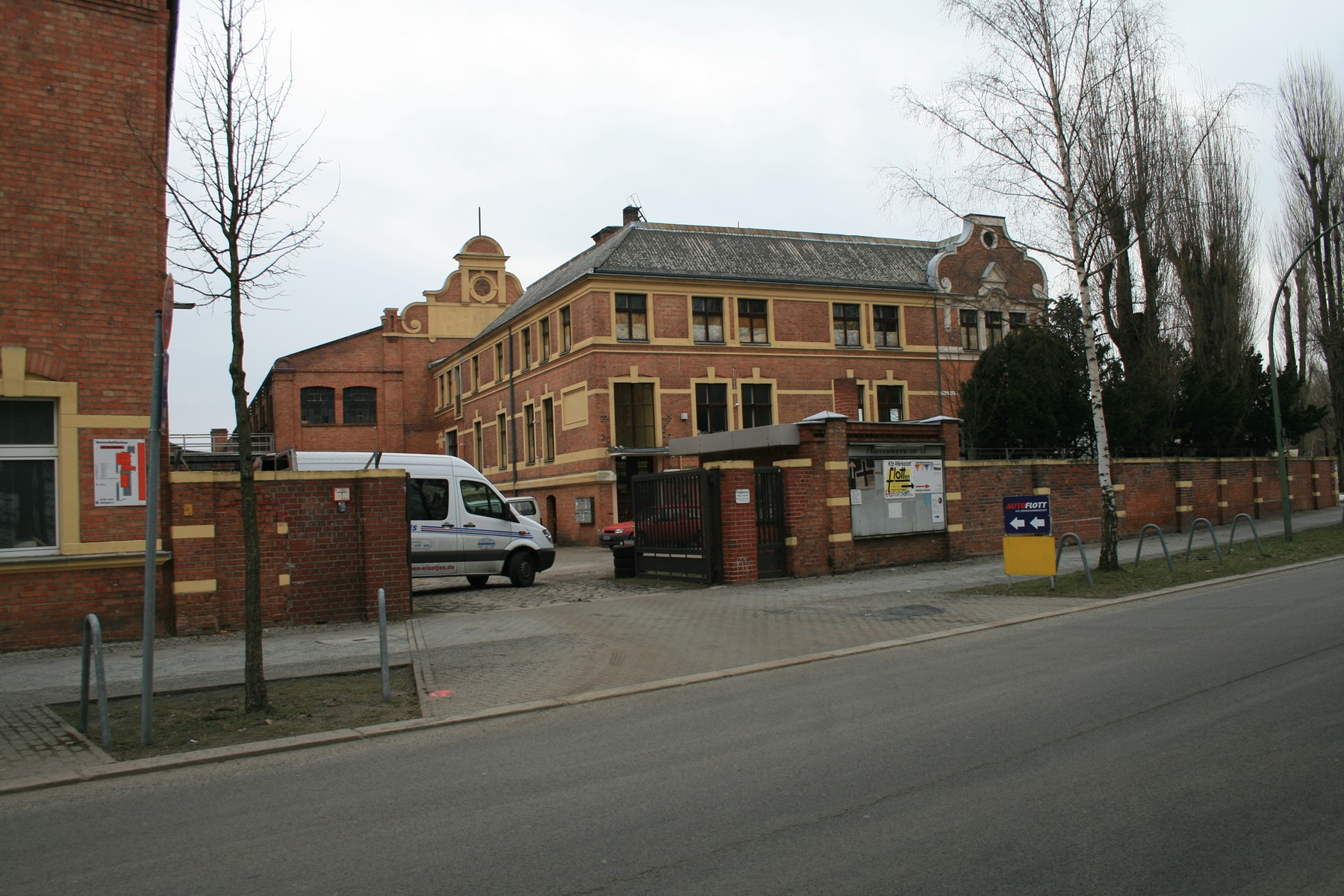
Flottenstr. 50–53, Berlin-Reinickendorf

Die Maschinenfabrik wurde 1859 an der Chausseestraße gegründet zog aber 1892 in eine vermutlich vom Architekten Wittmann entworfene und in die Tiefe des schmalen Grundstücks funktionell gegliederte Industrieanlage in der Flottenstraße 50–53 um.
Das zweigeschossige Direktionsgebäude stand an der Straße. Dahinter standen die Mechanik- und Montagehallen, die miteinander durch Schmiede und Kesselhaus verbunden waren, und zwei Nebengebäude längs der westlichen Grundstücksgrenze. Westlich der nördlichen Werkhalle wurde 1914 eine Versandhalle in Eisenfachwerk mit Ziegelausfachung errichtet. 
Die einheitliche Materialwahl mit einer gelben Ziegelverblendung der Fassaden und durch den Einsatz von Schmuckgiebeln und -formen zeugen von einer einheitlichen Planung. Die Fassaden des Direktionsgebäudes und die Stirnseiten der Mechanik- und Montagehalle sind mit Giebeln im Renaissance-Stil verkleidet, aber die Längsseiten der Hallen und die Fassaden der übrigen Gebäude als Ziegelzweckbau ausgeführt. 
Im Inneren der dreischiffigen Werkhallen bestimmt eine ingenieurgemäße Funktionalität das Gesamtbild. Zwei Reihen Eisenfachwerkstützen tragen eine Kranbahn. Das Familienunternehmen nutzt den Standort seit 1980 nicht mehr und das Firmengelände wird inzwischen andersartig genutzt. Von 1998 bis 2004 existierte aber weiterhin die C.L.P. Fleck Söhne Beteiligungsgesellschaft mbH in Ibbenbüren.

## Patente
- Vor- und rückwärts schneidende Furnier-Messermaschine. DE501888C, 5. Juli 1930.
- Schaltwerk für Sägegatter. DE509586C, 20. Oktober 1930.
- Automatischer Furnierbandkürzer. DE590788C, 19. Juli 1931.
- Formatmaschine für Kistenbretter. DE550007C, 19. September 1931.
- Überspannungssicherung für Rundschälmaschinen. DE532044C, 20. August 1931.
- Automatischer Furnierbandkürzer. DE542716C, 30. Januar 1932.
- Maschine zum Herstellen von Mantelflächen für Holzkübel. DE615281C, 5. September 1933.
- Vorrichtung zum Festklemmen des Druckbalkens an Furniermessermaschinen. DE595334C, 12. April 1934.
- Furniermessermaschine. DE658731C, 26. November 1935.
- Furnierfügemaschine. DE669097C, 11. Mai 1937.
- Anordnung zur Steuerung der Schere an Furnierzusammensetzmaschinen. DE1631237U, 28. Juli 1951.
- Schleifmaschine. DE1651006U, 25. September 1952.
- Schnellhobler. DE1686169U, 20. Juli 1954.
- Fügeschere. DE1798972U, 16. Juli 1959.
- Furnierfügemaschine. DE1823507U, 18. August 1960.
- Austragvorrichtung für Furnierfügemaschinen. DE1834234U, 26. April 1961.
- Zubringevorrichtung für Furnierfügemaschinen. DE1834235U, 26. April 1961.
- Furniermessermaschine, DE1845168U, 27. Oktober 1961.
- Vorrichtung zum Transport von Platten od. dgl. DE1861476U, 14. August 1962.
- Maschine zum Entrinden von Baumstämmen. DE1861247U, 14. August 1962.